# Bystrzyca (Czechy)
Bystrzyca (cz. Bystřiceⓘ, niem.  Bistritz) – wieś gminna na Śląsku Cieszyńskim w Czechach, w kraju morawsko-śląskim (powiat Frydek-Mistek).
Jest to największa miejscowość w Czechach, która nie posiada statusu miasta ani miasteczka.

## Nazwa
Nazwa osady, w formie Bistrzicze, wymieniana jest po raz pierwszy w 1523 r. w spisie wsi zobowiązanych do brania piwa z browaru miejskiego w Cieszynie. Następnie nazwa wsi w dokumentach pojawiała się jako m.in. wes Bystrzycze (1621), Bystrzice (1652), von Bystrzycz (1657), in villa Bystrzica (1679), Dorf Bystrzitz (1692), Bistrica (1724), Bistrzitz, pohlnish: Bistrzicza (1804) i Bystrzyca (1900).

## Historia
Początków Bystrzycy należy szukać w przywileju księcia cieszyńskiego z 1470 r., którym nadał on pierwszemu osadnikowi na tym terenie ziemię z prawem założenia młyna o jednym kole i karczmy, tworząc w ten sposób wójtostwo dziedziczne. Nadanie to potwierdził książę Kazimierz II w 1503 r., a następnie (na prośbę wójta Jana Sturcza) w 1595 r. książę Adam Wacław, który pozwolił dostawić w młynie drugie koło młyńskie, jednak jednocześnie nałożył na posiadaczy wójtostwa czynsz od gruntu i młyna, tzw. furmańskie, daninę w naturze dostarczaną na cieszyński zamek oraz dziesięcinę w zbożu dla duchownego z Wędryni.
Zasiedlanie nowej wsi następowało powoli. Przez długi czas osadnicy budowali swoje zagrody w rozproszeniu, na łąkach i wyrębach wśród lasów. Ze względu na skromną ilość terenów zdatnych do uprawy roli, zajmowali się głównie pasterstwem: jednym z pierwszych osadników był Jerzy Wałach, który osiadł na "wyrobisku" i płacił z niego czynsz zw. "krówne". W XVI w. bystrzyczanie paśli głównie na Pasiekach za Olzą, które im wymierzono – tam, gdzie dziś znajduje się osiedle Bystrzycy o tej samej nazwie. W następnym wieku tereny pastwiskowe sięgnęły już po szczyty gór po obu stronach Olzy. Na Łączce powstały dwa szałasy: wójtowski z 372 owcami i Jónka Urbańczykowego z 343 owcami. Z czasem dało o sobie znać korzystne położenie wsi przy ruchliwym szlaku z Cieszyna przez Przełęcz Jabłonkowską na Węgry. Pod koniec XVI w. Bystrzyca liczyła już 74 gospodarstwa kmiece i była największą wsią w dobrach książąt cieszyńskich.
Od czasów reformacji większość mieszkańców wsi była protestantami. Taka też uwaga znalazła się w protokole wizytacyjnym archidiakona opolskiego z 1679 r. Po wydaniu patentu tolerancyjnego w 1782 r. z Kościoła katolickiego wystąpiły dodatkowo 84 osoby tak, że w 1784 r. było tu jedynie 37 katolików, a w 1846 tylko 34. Dopiero od II poł. XIX w. notowany jest wzrost liczby wiernych katolickich, do 269 w 1910 r. Do dziś Bystrzyca jest jedną z najbardziej ewangelickich wsi na Zaolziu.
W pierwszej połowie XIX w. w Bystrzycy było wielu "sanetrorzy" – wędrownych robotników, wyruszających corocznie już w marcu do pracy przy produkcji potażu i "warzeniu" saletry potasowej na terenach dzisiejszej Słowacji. Potwierdzenia uprawiania tej działalności pochodzą z lat 1781-1865. Również w XIX w. wieś była znanym ośrodkiem koronkarstwa klockowego, którą to metodą wykonywano tu koronkowe "czółka" do "czepców czółkowych", wchodzących zarówno w skład żeńskiego stroju "wałaskiego" (cieszyńskiego) jak i góralskiego. W tym samym czasie wydobywano tu rudę żelaza dla huty w Trzyńcu, a wielu mężczyzn z Bystrzycy pracowało w tej hucie. Nieco później w Bystrzycy wyrabiano w dużych ilościach dla potrzeb trzynieckiej huty proste miotły z witek brzozowych, co przyniosło mieszkańcom wsi pogardliwy przydomek "mietlorzy".
Według austriackiego spisu ludności z roku 1910 było w Bystrzycy 2426 mieszkańców, z tego 2382 (98,2%) jako ich język codzienny (Umgangssprache) podało polski, 13 (0,5%) czeski a 31(1,3%) niemiecki. Pod względem politycznym miejscowość zamieszkała była głównie przez pro-polskich ewangelików. Okolica była czasem nazywana w ówczesnej prasie „Michejdaland“, a w wyborach parlamentarnych w latach 1907 i 1911 bez problemu wygrywał tu Jan Michejda.
We wprowadzonym od 1 stycznia 1980 r. podziale administracyjnym Czechosłowacji Bystrzyca stała się, obok Trzyńca i Jabłonkowa, siedzibą trzeciej wielkiej gminy w dolinie Olzy.

## Zabytki

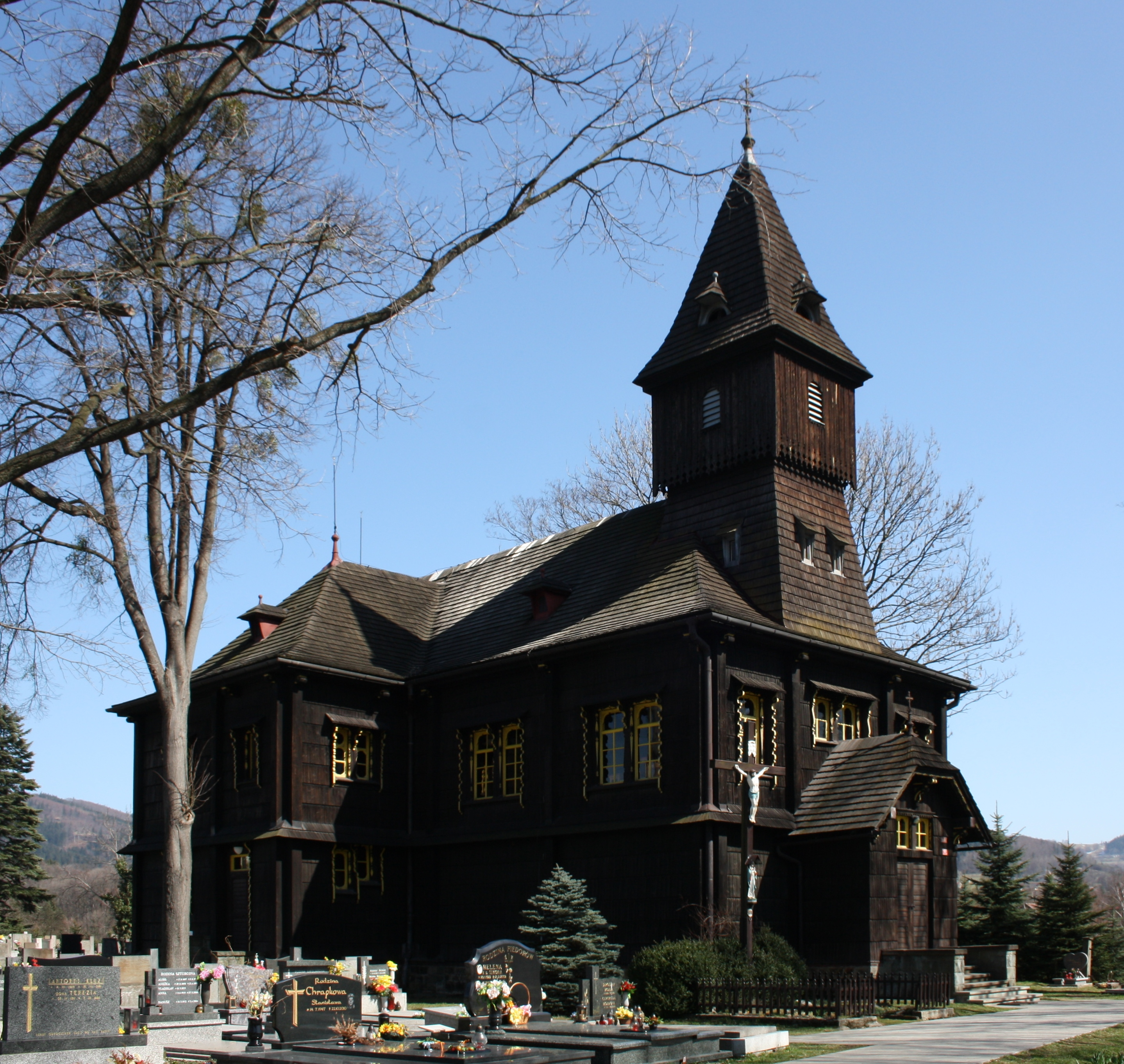
Kościół Podwyższenia Krzyża Świętego

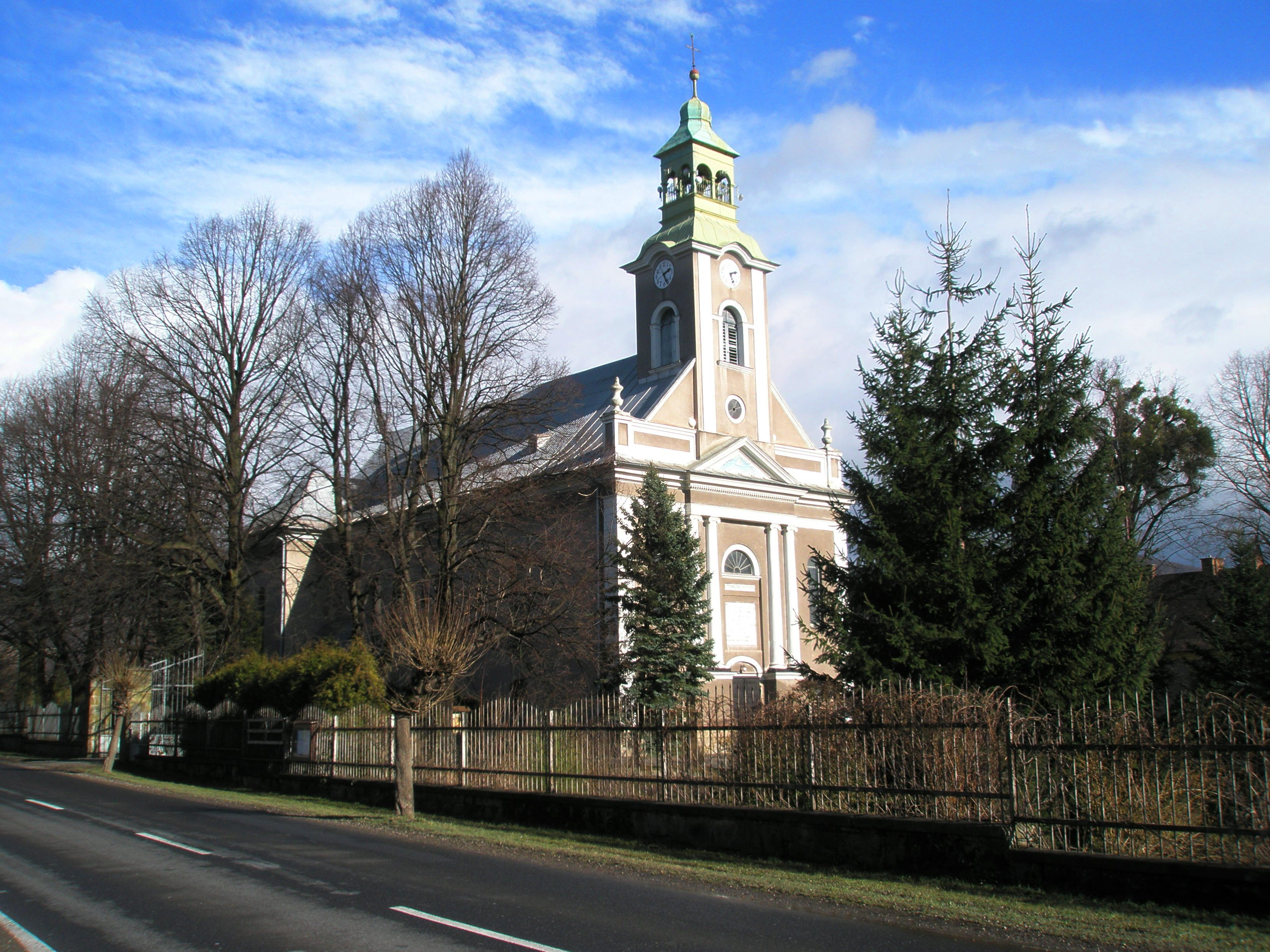
Kościół ewangelicko-augsburski

Obiektami zabytkowymi w miejscowości są:
- Kościół katolicki pw. Podwyższenia Świętego Krzyża – drewniany, wzniesiony wg projektu Albína Prokopa w 1899 r. w miejsce starszego, pochodzącego zapewne z 1587 r.[11] Zbudowany w stylu historyzującym, jednonawowy, z węższym, ośmiobocznie zamkniętym prezbiterium i z czworokątną wieżą na osi, zwieńczoną izbicą przykrytą ostrosłupowym dachem.

- Kościół ewangelicko-augsburski – murowany, wybudowany w stylu empire w latach 1811–1817, z wieżą z 1848 roku. Kościół jest użytkowany przez dwa zbory protestanckie: Śląskiego Kościoła Ewangelickiego Augsburskiego Wyznania i Luterańskiego Ewangelickiego Kościoła Augsburskiego Wyznania[12].

Poza zabytkami, w Bystrzycy znajdują się także inne obiekty o znaczeniu historycznym:
- Stare cmentarze przy obu kościołach. Od początku istnienia kościoła katolickiego był przy nim cmentarz. Początkowo grzebano na nim wspólnie katolików i ewangelików. Gdy jego powierzchnia okazała się niewystarczająca, gmina poszerzyła go w roku 1784 i ponownie w 1839, dokupując lub wynajmując sąsiednie grunty od miejscowych gospodarzy. W 1849 r. ewangelicy założyli własny cmentarz, zwany później "starym kierchowem", jednak już w 1860 r. okazał się on nieodpowiednim. W związku z tym zakupili oni grunt w sąsiedztwie cmentarza katolickiego, a sprowadzona komisja przydzieliła im dodatkowo 275 sążni kwadratowych z terenu cmentarza katolickiego. Zgodnie z rozporządzeniem Rządu Krajowego w Opawie cmentarz ewangelicki musiał zostać oddzielony parkanem i posiadać osobne wejście[13].

## Komunikacja
We wsi znajduje się stacja kolejowa Bystřice (Bystrzyca), leżąca na linii kolejowej nr 320 (Bogumin – Mosty koło Jabłonkowa).

## Sport
Swoją siedzibę miał tu klub piłkarski Groń Bystrzyca.

## Postacie związane z Bystrzycą
W Bystrzycy urodzili się m.in.:
- Jan Lasota (1883-1973) – polski działacz społeczny, pastor ewangelicki i polityk komunalny,
- Oskar Michejda (1885-1966) – pastor ewangelicki, zwierzchnik Kościoła Luterańskiego w Czechosłowacji
- Kornel Michejda (1887-1960) – polski chirurg, prezes Towarzystwa Chirurgów Polskich, autor podręczników z zakresu chirurgii
- Karol Śliwka (1894-1943) – polski działacz społeczny i komunistyczny.
- Wiktor Niemczyk (1898-1998) – polski biblista, pastor ewangelicki, jeden z tłumaczy Biblii Warszawskiej, zwanej „Brytyjką”
- Jerzy Cymorek (1904-1971) – pastor ewangelicki, biskup SCEAV
- Adam Michejda (1916-1961) – polski lekarz,
- Wilhelm Stonawski (1926-2009) – pastor ewangelicki, biskup wpierw SCEAV, a w latach 1995–2000 biskup LECAV
- Jan Niedoba (ur. 1949) – pastor ewangelicki, od 2000 roku biskup LECAV
- Tadeusz Wantuła (ur. 1950) – polski pisarz i działacz narodowy,
- Jan Wacławek (ur. 1954) – pastor ewangelicki, od 2011 r. biskup SCEAV